# Itta Bena
La ville américaine d’Itta Bena est située dans le comté de Leflore, dans l’État du Mississippi. Lors du recensement de 2000, sa population s’élevait à 2 208 habitants.

## Personnalités liées à la ville
B. B. King est né à Itta Bena en 1925.

## Source
- (en) Cet article est partiellement ou en totalité issu de l’article de Wikipédia en anglais intitulé « Itta Bena, Mississippi » (voir la liste des auteurs).